# Awa Diop
Pour les articles homonymes, voir Diop.
Awa Diop, née le 1er mai 1948 à Rufisque et morte le 21 juillet 2021 à Yoff,  est une femme politique sénégalaise, militante de la première heure du Parti démocratique sénégalais (PDS), présidente des femmes de ce parti, députée et ministre sous la présidence d'Abdoulaye Wade.

## Biographie
Formée à la dactylographie et à la sténographie, Awa Diop fait ses débuts comme secrétaire, d'abord à la mairie de Rufisque, puis à l’hôpital Aristide Le Dantec de Dakar.
Le 2 février 1975, elle adhère au Parti démocratique sénégalais (PDS) – fondé en 1974 – à l'occasion de la visite d'Abdoulaye Wade dans sa ville. Elle se fait bientôt remarquer par son militantisme et sa pugnacité : elle est notamment arrêtée par la police à deux reprises, en 1988 et 1993 pour « manifestations non autorisées ».
Awa Diop est élue députée pour la première fois en 1993. Elle est nommée ministre déléguée auprès du Premier ministre le 16 octobre 2006 et conserve son poste lors du remaniement ministériel du 27 février 2007, mais ce portefeuille disparaît dans le gouvernement Soumaré formé le 5 juillet 2007.
Veuve, Awa Diop est mère de quatre enfants.